# Cestonia rutilans
Cestonia rutilans là một loài ruồi trong họ Tachinidae.